# Milan (Míchigan)
Milan es una ciudad ubicada en el condado de Washtenaw y condado de Monroe en el estado estadounidense de Míchigan. En el Censo de 2010 tenía una población de 5836 habitantes y una densidad poblacional de 662,73 personas por km².

## Geografía
Milan se encuentra ubicada en las coordenadas 42°4′51″N 83°40′56″O / 42.08083, -83.68222. Según la Oficina del Censo de los Estados Unidos, Milan tiene una superficie total de 8.81 km², de la cual 8.59 km² corresponden a tierra firme y (2.41%) 0.21 km² es agua.

## Demografía
Según el censo de 2010, había 5836 personas residiendo en Milan. La densidad de población era de 662,73 hab./km². De los 5836 habitantes, Milan estaba compuesto por el 92.25% blancos, el 2.84% eran afroamericanos, el 0.46% eran amerindios, el 0.87% eran asiáticos, el 0% eran isleños del Pacífico, el 0.96% eran de otras razas y el 2.6% pertenecían a dos o más razas. Del total de la población el 4.63% eran hispanos o latinos de cualquier raza.